# NGC 5159
NGC 5159 је спирална галаксија у сазвежђу Девица која се налази на NGC листи објеката дубоког неба.
Деклинација објекта је + 2° 59' 1" а ректасцензија 13h 28m 16,1s. Привидна величина (магнитуда) објекта NGC 5159 износи 14,3 а фотографска магнитуда 15,0. NGC 5159 је још познат и под ознакама UGC 8460, MCG 1-34-22, CGCG 44-88, PGC 47235.